# Wilhelm Lenschow
Wilhelm Lenschow (* 4. Oktober 1878 in Blüssen; † 14. November 1937 in Lübeck) war ein deutscher Architekt.

## Leben

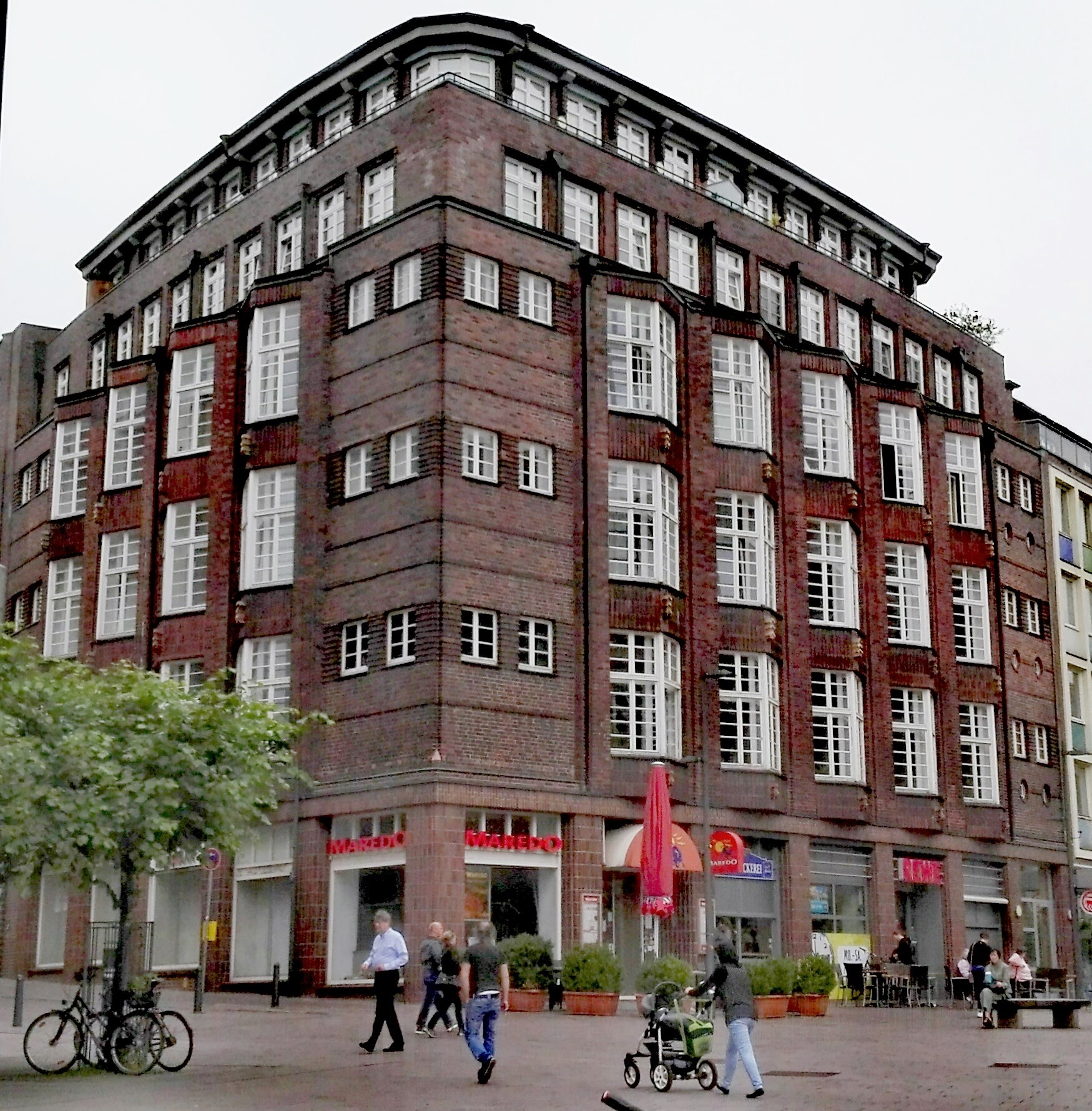
Ehemaliges Warenhaus des Konsumvereins in Lübeck (2019)

Wilhelm Lenschow wurde als zweiter Sohn des Dorfschulzen Joachim Heinrich Lenschow und dessen Ehefrau Engel Elisabeth Lenschow geb. Kassow im mecklenburgischen Blüssen geboren. Nach seinem Studium arbeitete er bei Hubert Stier in Hannover und unter Albert Erbe bei der staatlichen Bauverwaltung in Hamburg. Vor dem Ersten Weltkrieg gründete er mit Alfred Runge ein Architekturbüro (Lenschow & Runge) in Lübeck. Gemeinsam realisierten sie zahlreiche Wohn- und Geschäftshäuser. Von 1928 bis 1930 entstand durch das Büro Runge & Lenschow in Lübeck am Klingenberg das Warenhaus des Konsumvereins – später Kaufhaus am Klingenberg (GeG) – in den Formen des Backsteinexpressionismus. Beim Luftangriff auf Lübeck am 29. März 1942 brannte das Innere komplett aus; das Gebäude selbst blieb dank seiner Stahlbetonkonstruktion bis heute erhalten.
Wilhelm Lenschow blieb neben seiner Tätigkeit im Lübecker Raum auch dem Fürstentum Ratzeburg verbunden. Er engagierte sich im Heimatbund und veröffentlichte Artikel über das ländliche Bauen. Von 1921 bis 1933 war er beratender Architekt der Schönberger Stadtverwaltung. Er starb unverheiratet und wurde im Familiengrab auf dem Friedhof in Lübsee beigesetzt.

## Werk

### Bauten und Entwürfe
- 1908: Fachwerk-Anbau am Schulzenhaus in Blüssen
- 1911: Doppelhaus in Schönberg, Rottensdorfer Straße
- 1912: Viehhaus, Schulzenstelle (I) in Kleinfeld
- 1913: Sommerhaus Jarke in Gneversdorf
- 1924: Anbau Scheune Schulzenstelle (I) in Blüssen
- 1924: Gemeindesaal (Katharinenhaus) in Schönberg, An der Kirche 12
- 1925–1926: Zuchtviehauktionshalle in Lübeck
- 1926: Wohnhaus Hof II in Blüssen
- 1928: Geschäftshaus des Lübecker Generalanzeigers in Lübeck
- 1928–1930: Warenhaus des Konsumvereins in Lübeck, Sandstraße 24–28
- 1930: Gewerkschaftshaus (heute Ordnungsamt) in Lübeck, Dr.-Julius-Leber-Straße 46–48

sowie
- Vierfamilienhaus am Gymnasium in Schönberg
- Doppelwohnhaus am Gymnasium in Schönberg
- Wohn- und Geschäftshaus in Lübeck, Wahmstraße
- Bauten der Chemischen Fabrik W. Th. Wengenroth in Lübeck
- Einfamilienhaus (Strohkaten) in Lübeck, Vorstadt
- Wohnhaus für Frau Konsul Bertling in Lübeck

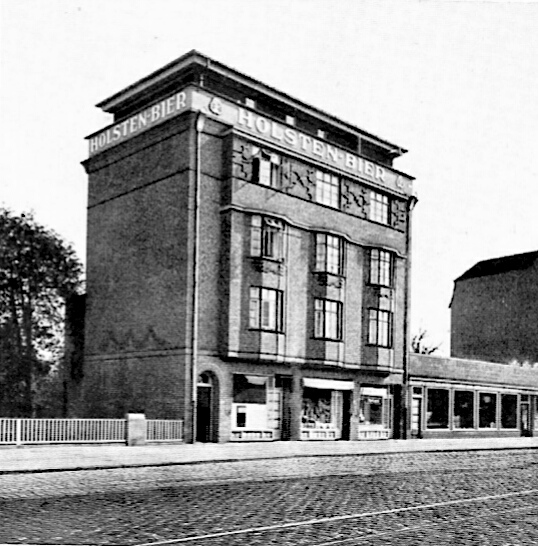
Am Bahnhof (1929)

- Kasino für die Hochofenwerk Lübeck AG in Lübeck
- Landhaus Nöltingshof in Lübeck-St. Jürgen
- Café Seestern in Travemünde
- kleines Landhaus in Langenbuch
- Herrenhaus in Schwelbek
- Pferdestall in Neu-Schwelbek
- Herrenhaus Rethwischhof in Bad Oldesloe
- Wohnhaus Blunck & Sohn in Lübeck
- Wohn- und Geschäftshaus Blunck & Sohn in Lübeck, Am Bahnhof

### Inneneinrichtungen
- Speisezimmer-Fensterplatz für Frau Dr. Brockmann
- Verkaufsraum im Pavillon Gebr. Begasse
- Schauhalle Gebr. Hirschfeld in Lübeck, Breite Straße

### Schriften
Veröffentlichungen in den Mitteilungen des Heimatbundes für das Fürstentum Ratzeburg:
- Alte Backhäuser auf den Bauernhöfen im Ratzeburgischen. Band 2, 1920.
- Der Baum und die Einfriedungen im Dorfbild. Band 2, 1921.
- Die bauliche Entwicklung des Bauernhauses im Fürstentum Ratzeburg. Band 3, 1921.
- Das Bauen auf dem Lande. Jahrgang 1925, Nr. 2.
- Die Baugeschichte der Kirche zu Lübsee. Band 3, 1923.
- Der Dachreiter und anderes vom Ratzeburger Dom. Band 1, 1932.